# Mesqel adebabay
Meskel adebabay (en amharique : መስቀል አደባባይ, en français : « Place de la Croix » ; anciennement Abiyot adebabay, en amharique : አቢዮት አደባባይ, en français : « Place de la révolution ») est une place connue d'Addis-Abeba, capitale de l'Éthiopie, où se déroulent souvent d'importants festivals et célébrations.
L'évènement le plus important demeure la cérémonie chrétienne orthodoxe de Mesqel : un grand bûcher, qui sera enflammé, est dressé sur la place et des milliers de personnes y assistent. Le nom de la place vient donc de cette fête, célébrée depuis plus de 1 600 ans et qui commémore la découverte de la Vraie Croix par l'impératrice Hélène.

## Description
Mesqel adebabay a une forme en demi-cercle. Sa partie courbe est bordée par un plan incliné de pelouses répartie en plusieurs gradins afin pour recevoir un public nombreux, tandis que sa partie droite située au nord est bordée par la Jomo Kenyatta Street.

## Histoire

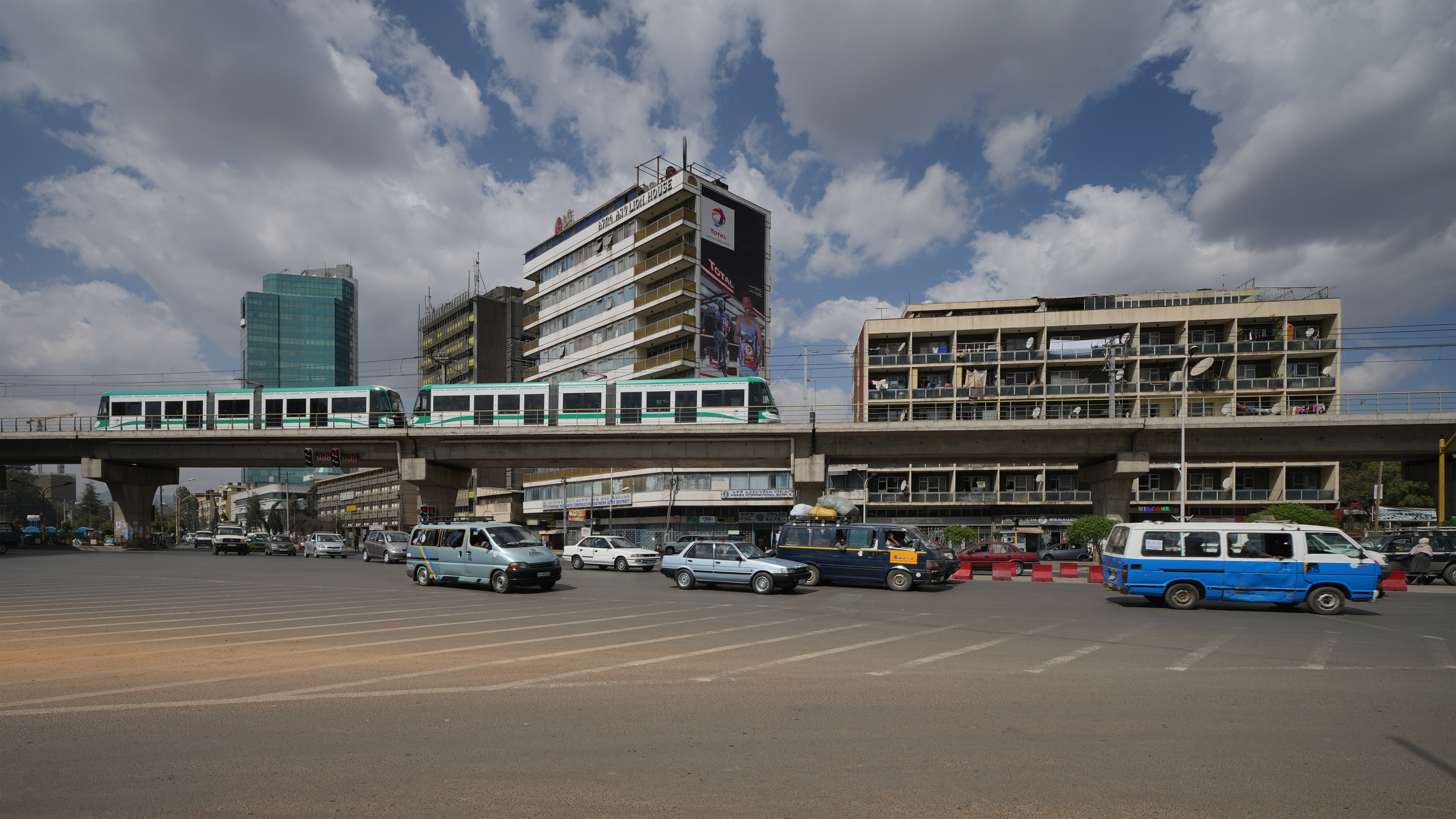
Le nord-ouest de la place, à l'intersection de la Jomo Kenyatta Street (empruntée par la ligne 1 du métro léger) et de la Ras Desta Damtew Street.

Traditionnellement, le Negusse Negest ainsi que toute la famille impériale, la noblesse, les hauts dignitaires de l'Église éthiopienne orthodoxe et du gouvernement assistaient à la cérémonie de Mesqel.
Auparavant, sous le règne de Menelik II, les célébrations se déroulaient devant la cathédrale Saint-Georges ; ce fut Haile Selassie Ier qui fit construire spécialement pour cette fête la place.
Après la Révolution de 1974, Mesqel adebabay fut renommée Abiyot adebabay, c'est-à-dire « Place de la Révolution ». Elle fut agrandie afin d'accueillir annuellement les parades du Jour de la Révolution (12 septembre) et de la Fête du Travail (1er mai).
Trois immenses portraits de Karl Marx, Friedrich Engels et Lénine étaient alors présents sur la place, la population d'Addis-Abeba avait comme habitude de plaisanter en affirmant qu'il s'agissait de la « nouvelle Trinité ». Durant la dictature communiste, la cérémonie de Mesqel se déroula toujours sur la place et ce fut le patriarche de l'Église éthiopienne qui présidait alors aux festivités, tâche auparavant réservée au Negusse Negest.
Entre 1988 et 1991, le gouvernement officiellement laïc ordonna le déplacement de la cérémonie de Mesqel adebabay vers la cathédrale Saint-Georges, son lieu de célébration initial. Après la chute de Mengistu Haile Mariam, le gouvernement de Tesfaye Gebre Kidan redonna le nom original de Mesqel adebabay à la place. Enfin, avec l'arrivée au pouvoir du Front démocratique révolutionnaire du peuple éthiopien, les célébrations de Mesqel eurent à nouveau lieu sur la place.
Mesqel adebabay accueille également d'autres évènements tels que des concerts, des parades, privées ou organisées par le gouvernement ; diverses réunions politiques y ont lieu. Une partie des funérailles publiques de Haile Selassie Ier s'y déroulèrent. La course annuelle Great Ethiopian Run passe par Mesqel adebabay. Enfin, le monument national en mémoire des victimes de la Terreur Rouge sous le Derg se situe à l'entrée Est de la place où plusieurs de ces victimes furent enterrées.
Depuis 2015, la Jomo Kenyatta Street qui borde le côté nord de la place, est empruntée par la ligne 1 du métro léger entre les stations Stadium (au niveau du Stade d'Addis-Abeba) et St. Estfanos, tandis que la ligne 2 emprunte la Ras Biru Street située à l'ouest de la place depuis la station Stadium en direction de la station Meshwalekya.